# Chronicon Egmundanum
Het Chronicon Egmundanum, ook bekend als de Kronieken van Egmond, is een rijmkroniek over de middeleeuwse geschiedenis van het graafschap Holland in de periode van 647 tot 1205. De Kroniek is grotendeels ontleend aan de Annalen van Egmond en is tussen 1269 en 1272 samengesteld in het Latijn. Later heeft het Chronicon als hoofdbron gediend van de Middelnederlandse Rijmkronieken van Holland. Mede hierdoor speelde de kroniek tussen 1270 en 1859 een belangrijke rol in de Nederlandse historiografie.

## Opdrachtgever en functie
Het Chronicon is vermoedelijk geschreven in opdracht van graaf Floris V, of een van zijn raadgevers, als anti-Fries propagandastuk. De Friezen hadden Floris’ vader, Willem II, gedood en de wraakveldtocht van 1272 liep uit op een mislukking. De eer van Floris was aangetast. Het Hollandse gravenhuis kon het geschiedwerk inzetten om aan te tonen dat West-Friesland tot het graafschap Holland behoorde en dat het verzet van de Friezen tegen de graaf illegitiem was. Het is de toon die erop wijst dat het Chronicon op grafelijk initiatief is geschreven. Positieve en neutrale vermeldingen over de Friezen uit de Egmondse Annalen heeft de auteur niet overgenomen, terwijl negatieve vermeldingen wel een op een zijn overgenomen.

## Auteur
De auteur werkte mogelijk vanuit Egmond, omdat hij toegang gehad moet hebben tot de abdijbibliotheek en het bijbehorende archief. Een mogelijke auteur van het Chronicon is de grafelijke klerk Hendrik Allardszoon. De klerken van het gravenhuis werden veelal opgeleid in de abdij van Egmond en ook Allardszoon was afkomstig uit de abdij. Tussen 1266 en 1280, de periode waarin het Chronicon vermoedelijk is samengesteld, bezette Hendrik Allardszoon de kanselarij van Floris V nagenoeg alleen.

## Handschriften
De originele tekst van de rijmkroniek is niet bewaard gebleven. Het Chronicon is overgeleverd in vier middeleeuwse handschriften. Deze handschriften worden gekenmerkt onder de siglen A, B, C en D. De eerste twee handschriften, A en B, zijn vermoedelijk ontstaan in de grafelijke kanselarij in de veertiende eeuw. Afschrift C stamt uit omstreeks 1500. Het is onduidelijk waar dit afschrift is vervaardigd. Handschrift D is geschreven in de vroege vijftiende eeuw aan het grafelijk hof van Mons.